# Irodalmi portál

Portálok jellemző kinézete

Az irodalmi portál amatőr, illetve professzionális publicista részvétellel létrehozott interaktív, vagy csak megtekinthető webes szolgáltatói felület, mely művészeti látogatói igényeket szolgál ki.

## Történet
A digitalizáció korában a fizikai médiára (papírra, illetve más hordozóanyagra) nyomtatást kezdi felváltani, illetve kiegészíteni az elektronikus média. Számos irodalmi, kulturális weboldal jött létre az elmúlt években, amióta elterjedt az internet használata. Magáról a mechanizmusról, az irodalmi kreativitás ezen új környezetben rejlő lehetőségeiről például Nagy Balázs írt PhD-értekezésében.

## Célkitűzés
Az így keletkeztetett webes felületek célja a közösségi kapcsolatteremtés, önálló publikációk bemutatása, véleményformálás a publikációkkal és más irodalom közeli témákkal kapcsolatban.

## Szűrés, megjelenési lehetőségek, amatőr/professzionális minőség
Ezeken a portálokon lehetőség van tartalomszűrt vagy szűrés nélküli beküldésekre, bizonyos megjelenési feltételek között (pl. adott, limitált darabszámú megjelenített publikáció egyidejűleg, vagy naponta limitált számmal).
A publikálók köre vegyes: amatőrök, illetve professzionális minőségű tartalmat létrehozók, akik regisztráció útján válhatnak ezen portálok tagjaivá. Regisztráció nélkül általában megtekintési, olvasási lehetőséggel rendelkezik a portált látogató.
Általában jelzik az irodalmi portálok, megkülönböztetve a két kategóriát (amatőr – professzionális) egymástól, hogy legalább milyen minőségű publikációs anyagokat fogadnak be. Az amatőr portálokon természetesen a professzionális minőségű tagok is publikálhatnak, míg fordított esetben az adott irodalmi portál belső szabályzata szerint előzetes szűrés, zsűrizés után adott esetben elutasításra is kerülhet egy beküldött pályamű. A legtöbb esetben a publikálás köre nyitott, szabad, és a beküldéstől számítva rövid időn belül megjelenik az adott portálon. Természetesen regisztráció előtt a portál működési szabályzatát ebben az esetben is el kell fogadni, mely kikötéseket tehet a beküldendő mű elvárható stílusával, valamint a portálon történő alapvető kommunikációval kapcsolatban.

## A beküldhető tartalmak alapvető típusai
- irodalmi művek,
- képzőművészeti alkotások,
- szabad szerkesztésű blogok,
- hírfolyamok, cikkek
- hozzászólások, vélemények, fórum,
- külső médiatartalmak, hivatkozások,
- saját reklámanyagok, információk

## Kommunikáció, látogatás egyéb feltételei, fenntartók
Az irodalmi portálokon jellemzően interaktív kommunikáció folyik, chatablakokon keresztül, de előfordulhat csak email-levelező kapcsolat is.
Az amatőr irodalmi oldalak általában ingyenesen látogathatók, és helyezhetők el rajtuk tartalmak. Ugyanakkor vannak tagsági, vagy regisztrációs díjért igénybe vehető portálok is. Bizonyos professzionális szervezetek, pl. az Írószövetség a tagfelvételi kérelem mellé az eddigi munkásság ismertetését, tagi ajánlást, megjelent kötetet vagy válogatást kérhetnek a jelentkezőtől, és ők csupán ezután végezhetnek portáljaikon irodalmi tevékenységet.
Az irodalmi portálok szolgáltatói, fenntartói rendszerint magánszemélyek, önkéntes, nonprofit szervezetek vagy állami fenntartású intézmények, egyesületek.